# Toshio Iwatani
Toshio Iwatani (岩谷 俊夫, Iwatani Toshio, Kobe, 24 oktober 1925 – Tokio, 1 maart 1970) was een Japans voetballer die als aanvaller speelde.

## Japans voetbalelftal
Toshio Iwatani maakte op 7 maart 1951 zijn debuut in het Japans voetbalelftal tijdens een Aziatische Spelen 1951 tegen Iran. Toshio Iwatani debuteerde in 1951 in het Japans nationaal elftal en speelde 8 interlands, waarin hij 4 keer scoorde.

## Statistieken
| Japans voetbalelftal | Japans voetbalelftal | Japans voetbalelftal |
| Jaar                 | Wed.                 | Dlp.                 |
| -------------------- | -------------------- | -------------------- |
| 1951                 | 3                    | 2                    |
| 1952                 | 0                    | 0                    |
| 1953                 | 0                    | 0                    |
| 1954                 | 2                    | 2                    |
| 1955                 | 2                    | 0                    |
| 1956                 | 1                    | 0                    |
| Totaal               | 8                    | 4                    |